# Diables Trinifoc
La colla de Diables Trinifoc és una colla de diables que actua especialment al districte de Nou Barris, on té la seu. Tanmateix, també participa quan s'escau en els actes que organitzen a la resta de la ciutat la coordinadora de diables i la federació. La colla s'estructura en quatre seccions: la de diables grans, la infantil, la de grallers i la de les bèsties de la colla, el Drac i el Follet. La vestimenta dels Diables Trinifoc és de color lila i groc.